# Gran Premio motociclistico Città di Imola
Il Gran Premio motociclistico Città di Imola è stato un appuntamento del motomondiale che si è svolto dal 1996 fino al 1999, sempre sul circuito d'Imola.

## Albo d'oro
| Anno | Circuito | Classe 125                | Classe 250                | Classe 500            | Resoconto |
| ---- | -------- | ------------------------- | ------------------------- | --------------------- | --------- |
| 1996 | Imola    | Masaki Tokudome (Aprilia) | Ralf Waldmann (Honda)     | Mick Doohan (Honda)   | Resoconto |
| 1997 | Imola    | Valentino Rossi (Aprilia) | Max Biaggi (Honda)        | Mick Doohan (Honda)   | Resoconto |
| 1998 | Imola    | Tomomi Manako (Honda)     | Valentino Rossi (Aprilia) | Mick Doohan (Honda)   | Resoconto |
| 1999 | Imola    | Marco Melandri (Honda)    | Loris Capirossi (Honda)   | Àlex Crivillé (Honda) | Resoconto |